# Барятинская, Мария Владимировна
Княжна Мария Владимировна Барятинская, в первом браке Извольская, во втором браке княгиня Барятинская (29 апреля (11 мая) 1851 — 2 июля 1937) — фрейлина двора, благотворительница из рода Барятинских. Известна главным образом своей деятельностью в Ялте начала XX века.

## Биография
Старшая дочь генерал-майора свиты князя Владимира Ивановича Барятинского (1817—1875) от его брака с княжной Елизаветой Александровной Чернышёвой (1826—1902). По отцу внучка генерал-лейтенанта  князя Ивана Барятинского и племянница наместника Кавказа генерал-фельдмаршала князя Александра Барятинского. По матери — внучка военного министра князя А. И. Чернышева. Родилась в Царском селе, крещена 1 июня 1851 года в церкви Воскресения Христова Екатерининского дворца при восприемстве цесаревича Александра Николаевича и великой княгини Марии Николаевны. 
Детство и юность провела в Петербурге в родительском доме на Сергиевской улице, 42/44
или на их прекрасной даче в Царском Селе. Под руководством матери получила хорошее домашнее образование. В семнадцать лет была представлена ко двору и 22 июля 1868 года пожалована фрейлиной к императрице Марии Александровне. После смерти отца (1875) жила вместе с матерью в доме-дворце на Миллионной улице, где княгиня Барятинская ради незамужней дочери каждую неделю устраивала приемы. Княжна Мария Барятинская каждый день любила гулять по набережной Невы с мадемуазель Террас. Мария была высокого роста, м-ль Террас — маленького. За это в обществе их прозвали «Башня и Терраса».
Замуж вышла поздно, в 31 год. В 1882 году в усадьбе Марьино состоялась свадьба Марии Барятинской с лейтенантом Григорием Петровичем Извольским. Жених был без состояния и не из светского общества, да и моложе невесты. Княгиня Барятинская не одобряла выбор дочери. В 1884 году Извольский скончался от туберкулёза. Их единственная дочь Мария (род. 07.03.1883) умерла в детстве. В память о муже Мария Владимировна построила церковь, при которой жила в строгом трауре. Многие думали, что она собирается полностью посвятить себя служению Богу. Поэтому, когда она вновь вышла замуж, то в свете её шутливо прозвали «Ex-la-Chapelle» («бывшая-из-часовни»).
Вторым мужем Марии Владимировны в 1888 году стал её двоюродный брат (сын её младшего дяди), князь Иван Викторович Барятинский, офицер императорской яхты Штандарт, впоследствии вышедший в отставку. Брак был рассчитан на сохранение майората. Церковь запрещала столь близкородственные союзы, но будущим супругам удалось получить разрешение синода, поклявшись перед алтарём, что они не будут заводить детей.

## Благотворительность
Дата переселения Барятинской в Ялту точно не установлена, известно что в 1885 году она уже жила в городе. В 1890 году, Мария Владимировна приобрела у наследников адмирала Николая Мордвинова рядом с их имением усадьбу Уч-Чам. На рубеже XIX—XX века на участке супруги построили двухэтажный дом в неороманском стиле с небольшим парком. Всеми делами имения занимался муж Марии Владимировны Иван Викторович Барятинский. В особняке часто устраивались балы и светские приёмы, много раз бывал здесь император Николай II со старшими дочерьми — Ольгой и Татьяной, посещал.княгиню, «по делам сбора средств на сооружение в Ялте санаториума для туберкулезных больных», Антон Павлович Чехов.

В 1895 году княгиней был организован и содержался несколько лет на благотворительные средства небольшой пансион «Дарсана» на холме Дарсан в Ялте на 10 коек «для неимущих лёгочных больных». В 1901 году Николай II, по инициативе Марии Владимировны, выделил в царском имении Нижняя Массандра 200 десятин земли под санаторий для неимущих легочных больных «в память императора Александра III», построенный на благотворительные пожертвования, на деньги Марии Владимировны было построено здание для лаборатории, аптеки и изоляции заразных больных. Учредителем считалась княгиня Барятинская. По другим данным около 3 десятин земли выделили ещё в 1899 году, а в 1901 году лечебница была открыта (сейчас отделение санатория при НИИ им. Сеченова по адресу Поликуровская, 25). Также Барятинская руководила, с 1909 года, Ялтинской общиной сестёр милосердия «Всех скорбящих радость», пожертвовав общине 13000 рублей. В качестве председателя Ялтинского дамского комитета по оказанию помощи раненым в Балканской войне славянам и грекам организовала сбор вещей и пожертвований, столь значительный, что королева Ольга Константиновна особо поблагодарила княгиню телеграммой через газету «Русская Ривьера».

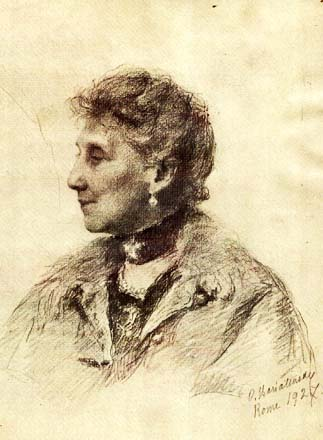
Барятинская, Рим, 1927 г.
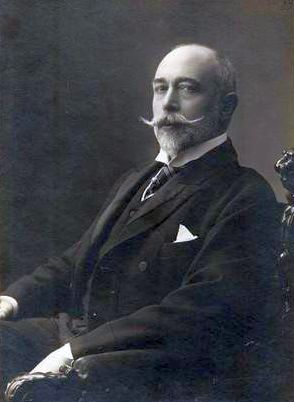
И. В. Барятинский, 1912 г.
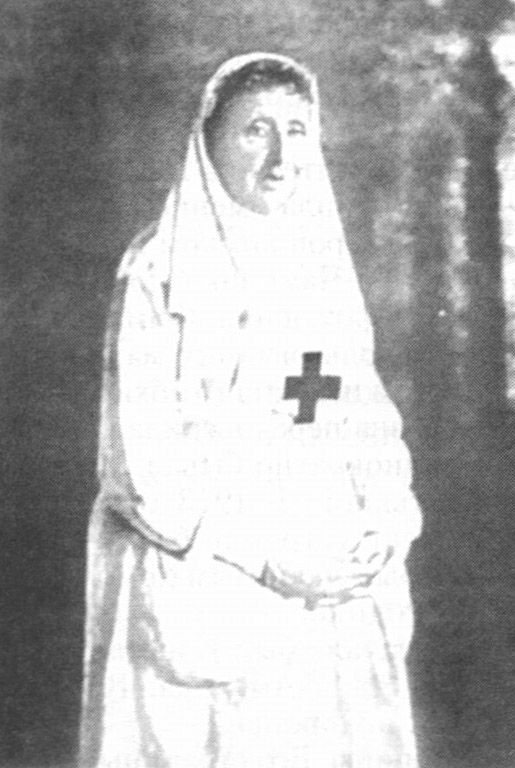
Барятинская, председатель Ялтинского  Красного Креста.

4 ноября 1920 года, на палубе итальянского крейсера, Мария Владимировна Барятинская покинула Крым, остановившись вначале в Константинополе, затем переехала в Рим, в дом на via Palestro, 71, завещанный ей с сестрой Елизаветой Шуваловой в 1907 году тётей, княгиней Марией Александровной Чернышёвой. В Риме принимала многих известных деятелей культуры, науки и политики того времени, подружилась с королевой Италии, была знакома с Муссолини. Позже пожертвовала римский особняк русской православной церкви и впоследствии в нём был устроен храм Святителя Николая. Сама княгиня купила дом в Сорренто, где познакомилась с Максимом Горьким. В Италии Мария Владимировна также активно работала в Красном Кресте, за что удостоена почётной медали королевства. Умерла Мария Владимировна Барятинская 2 июля 1937 года в Каннах, где и похоронена на кладбище Гран-Жас. По другим данным выехала и умерла в США.